# Зелена лінія (Лісабонський метрополітен)
Зелена лінія або Каравели (порт. Linha Verde ou da Caravela) — одна з чотирьох ліній Лісабонського метрополітену. Кількість станцій — 13, довжина лінії — 9 км, час проїзду — 17…19 хв. Більша частина лінії проходить під землею, має лише один естакадний відрізок в районі станції «Кампу-Гранде». Сьогодні це єдина лінія Лісабонського метро, де поїзди мають лише чотири вагони, оскільки ще не всі її станції мають посадкові платформи, розраховані на прийняття шести вагонів. 

## Історія будівництва[1]

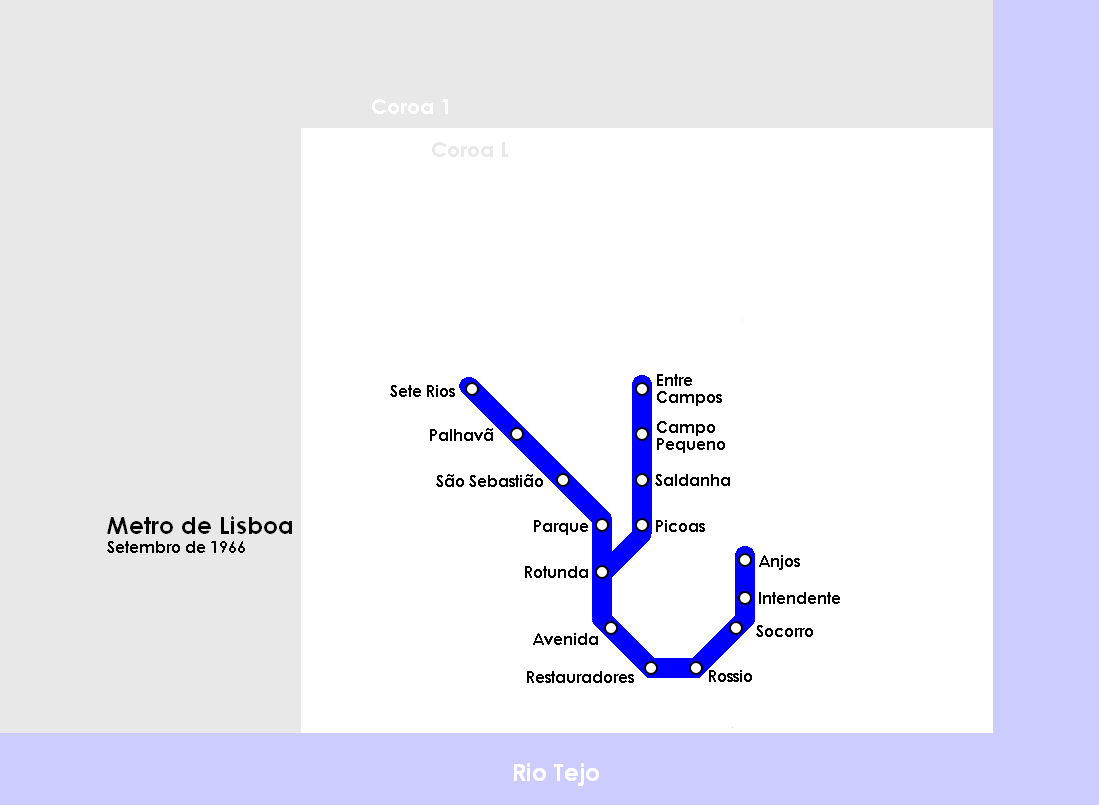
Діаграма у 1966 році

Перший відрізок теперішньої Зеленої лінії зі станцією «Росіу» (порт. Rossio) був введений в експлуатацію 27 січня 1963 року. На той час він став продовженням у південному напрямку початкової лінії Лісабонського метрополітену, що нагадувала латинську літеру «Y», з'єдновши зі станцією «Рештаурадореш» (порт. Restauradores).
Відбувалось поступове будівництво нових відрізків. Так, наприкінці вересня 1966 року на лінії з'являється новий відрізок: між станціями «Росіу» і «Анжуш» (порт. Anjos), а у червні 1972 року на лінії було введено в експлуатацію ще нових 5 станцій: «Арройуш» (порт. Arroios), «Аламеда» (порт. Alameda), «Ареейру» (порт. Areeiro), «Рома» (порт. Roma), «Алваладе» (порт. Alvalade).
Станція «Алваладе» до 1993 року залишалася кінцевою станцією Лісабонського метрополітену, коли 1 квітня цього ж року було введено в експлуатацію станцію «Кампу-Гранде», що стала пересадочною до Жовтої лінії.

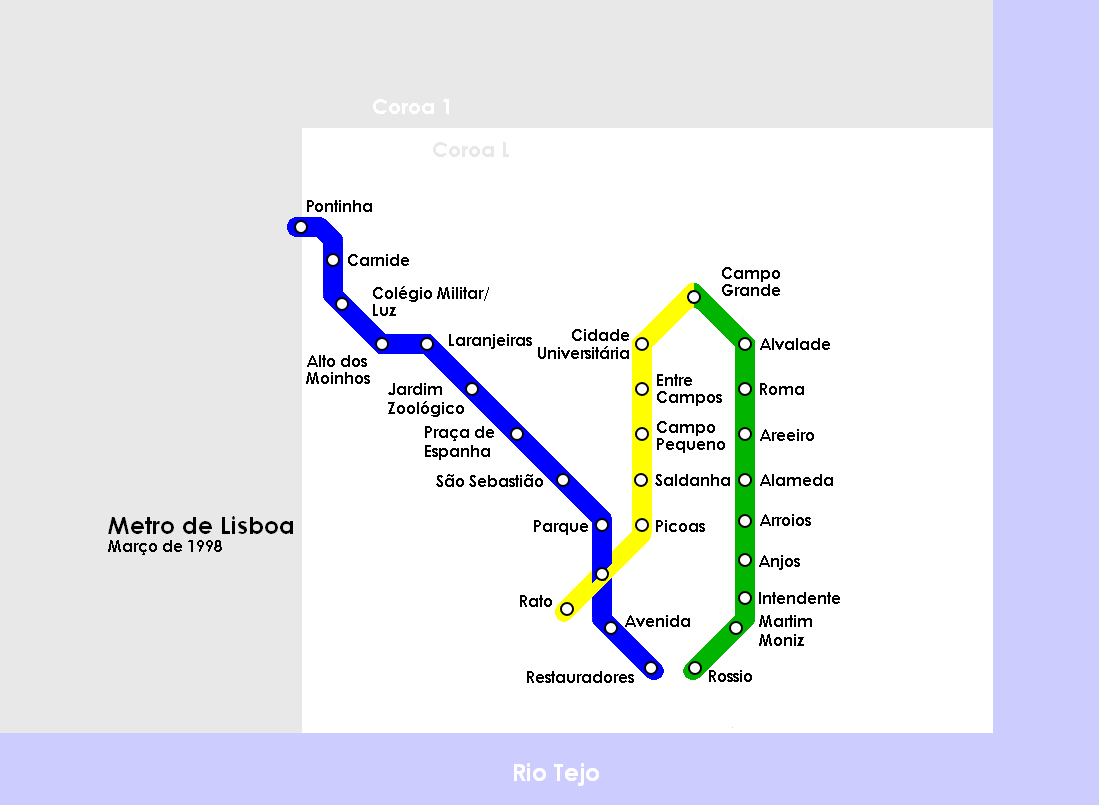
Діаграма у березні 1998 року

На початку 1998 року завершується будівництво станції «Байша-Шіаду» і вилучається відрізок між станціями «Росіу» та «Рештаурадореш», відокремивши, таким чином від лінії «А» (сьогодні — Синя лінія). 25 квітня того ж року, відкривається новий відрізок між станціями «Росіу» та «Байша-Шіаду» у його сучасному вигляді, а вже 18 серпня теперішня Зелена лінія досягає одного з найбільших пересадочних вузлів міста — станцію «Кайш-ду-Содре» (перехід до річкового та залізничного сполученнь). 
З того часу Зелена лінія зазнала лише одного подовження — у північному напрямі до станції «Тельєйраш» (порт. Telheiras) (введено в експлуатацію у листопаді 2002 року).
| рік  | Пускові об'єкти                                                                                             | Довжина  |
| ---- | --- | -------- |
| 1963 | Дільниця «Рештаурадореш» — «Росіу» (1 станція)                                                              | (0,4 км) |
| 1966 | Дільниця «Росіу» — «Анжуш» (3 станції)                                                                      | 1,7 км   |
| 1972 | Дільниця «Анжуш» — «Алваладе» (5 станцій)                                                                   | 3,6 км   |
| 1972 | Дільниця «Алваладе» — «Кампу-Гранде» (1 станція)                                                            | 1,6 км   |
| 1998 | Відокремлення від Синьої лінії (вилучення відрізку «Росіу» — «Анжуш» і утворення теперішньої Зеленої лінії) | -        |
| 1998 | Дільниця «Росіу» — «Байша-Шіаду» (1 станція)                                                                | 0,5 км   |
| 1998 | Дільниця «Байша-Шіаду» — «Кайш-ду-Содре» (1 станція)                                                        | 0,8 км   |
| 2002 | Дільниця «Кампу-Гранде» — «Тельєйраш» (1 станція)                                                           | 0,8 км   |

## Перспектива розвитку
В даний час на станції «Аламеда» тривають роботи по будівництву переседочного вузла в рамках з'єднання з Червоною лінією, відкриття якого заплановане у 2009 році.
Планується будівництво нового відрізку лінії до станції «Понтінья» (Синя лінія), що продовжить її у північно-західному напрямку, але конкретної роботи по будівництву такого ще не розпочато.

## Галерея зображень

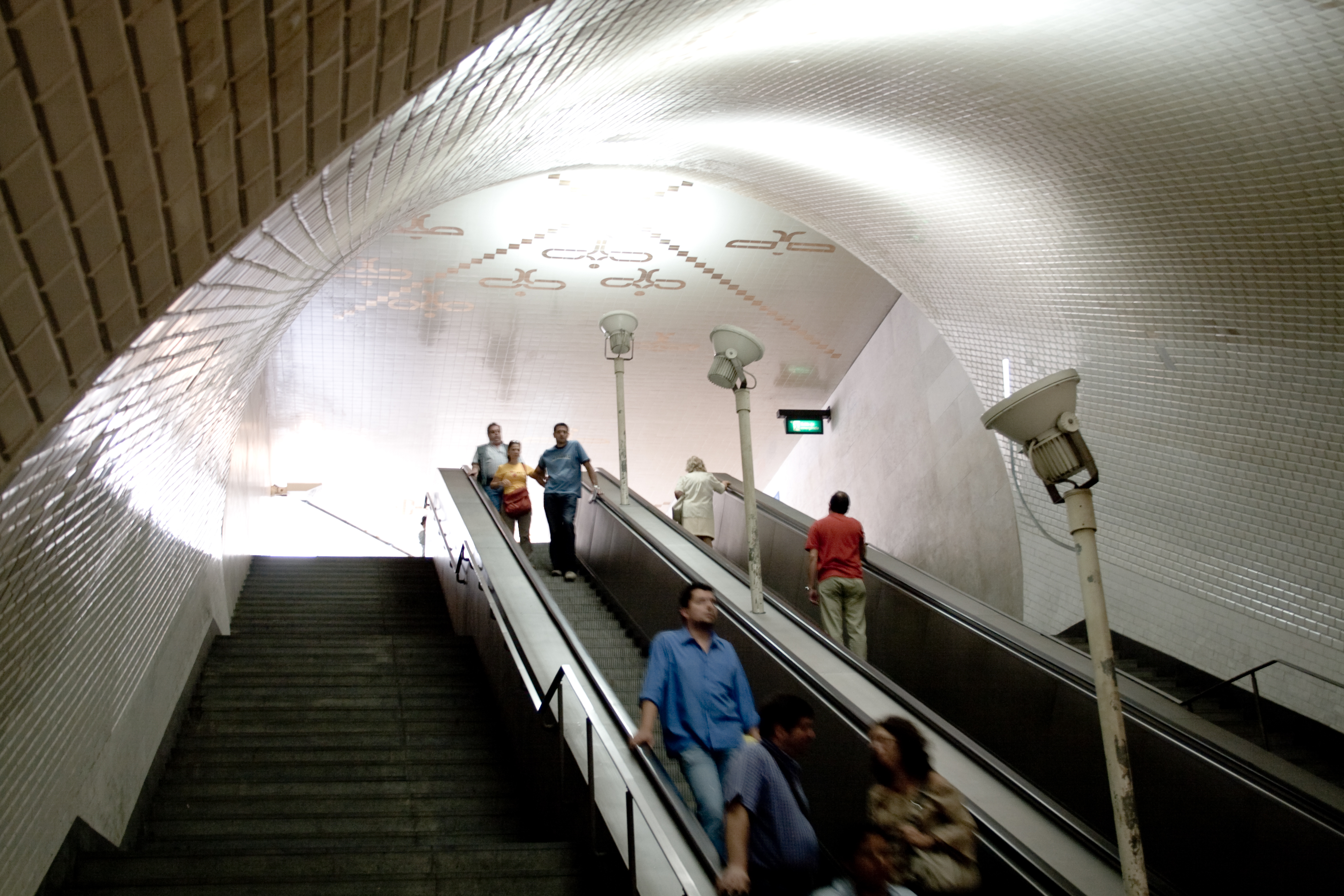
Ескалатори найглибшої станції Лісабона — «Байша-Шіаду»
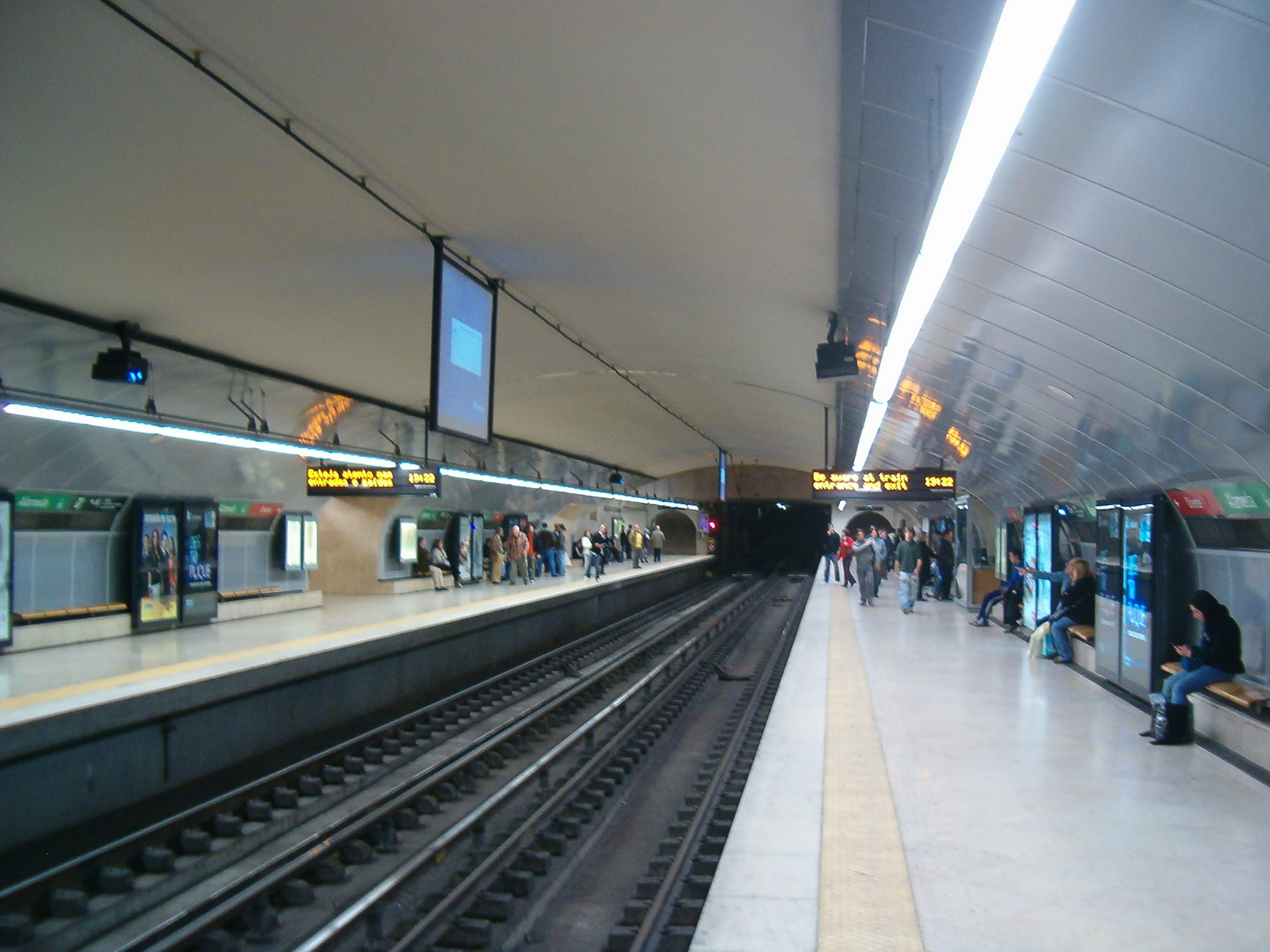
В очікуванні поїздів на станції «Аламеда»
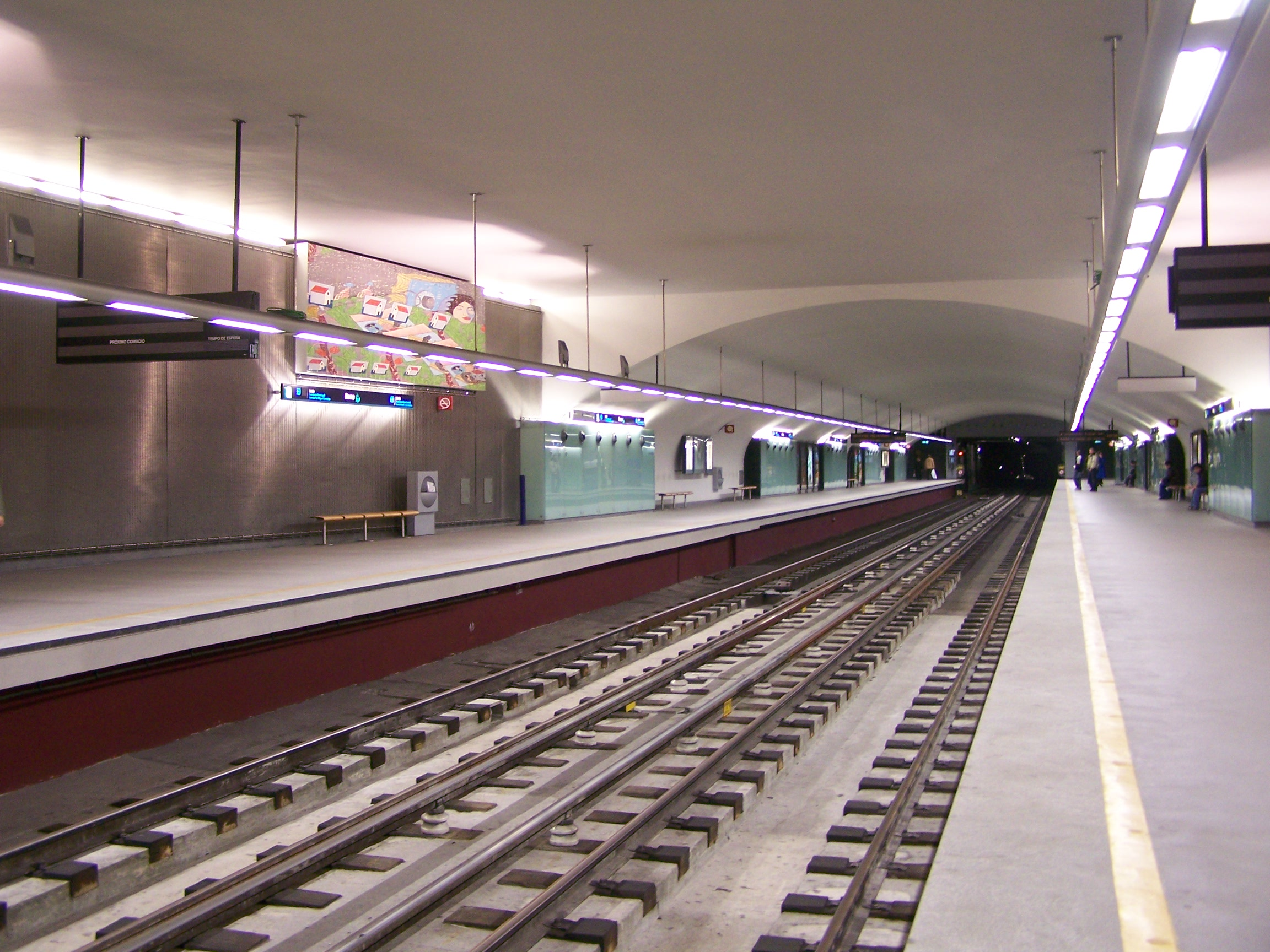
Інтер'єр станції «Рома» після реставрації
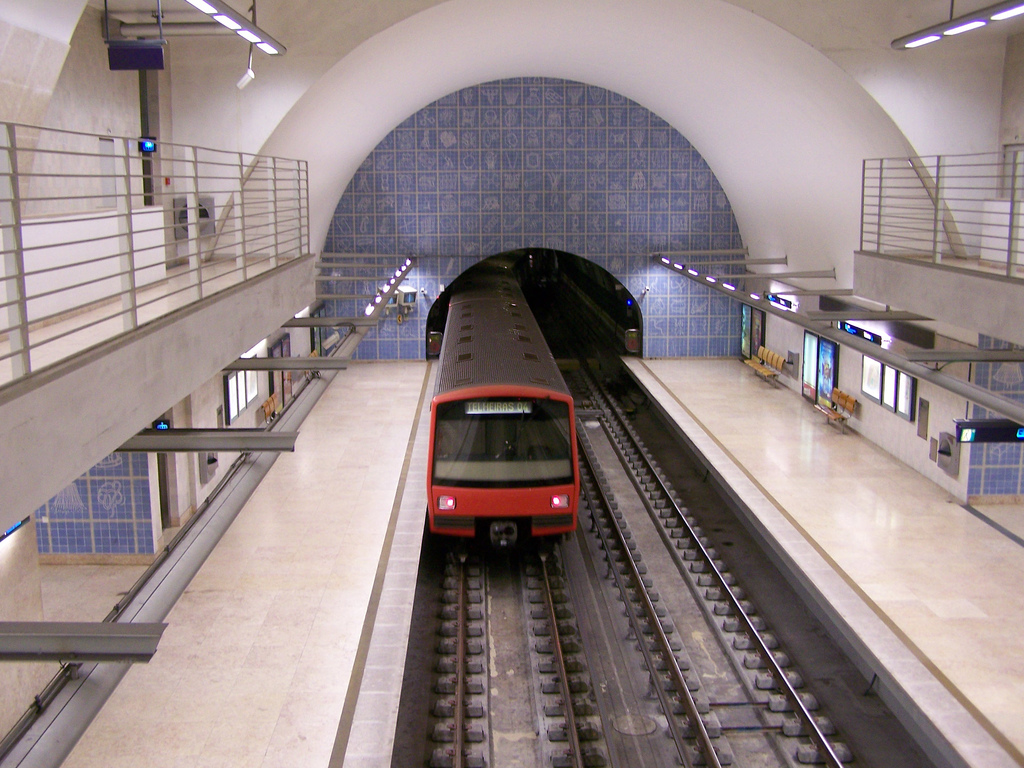
Найсучасніша станція лінії — «Тельєйраш»